# Huiskebuurt
Huiskebuurt is een buurtschap in de Nederlandse gemeente Schagen. De buurtschap valt deels onder het dorp Schoorldam en deels onder het dorp Warmenhuizen.
Het plaatsje is gelegen tussen Koedijk en Schoorldam. In het dorp stond lang een oude stolpboerderij die uit 1600 stamde, maar werd verwoest door brand. Ten zuiden van deze boerderij, die Nauwerna heette, stonden ook drie huizen. Dit alles was in het verleden bezit geweest van de bisschoppen van Utrecht. Landerijen in de buurt werden ook de 'Kerkakker' of 'Het Clooster' genoemd. Daarom wordt ook gedacht dat er of een kapelletje of een kleine klooster heeft gestaan. Huiskebuurt wordt in 1538 Heunskebuijert genoemd en in 1587 Heijsckebuijert.
Bij Huiskebuurt staat aan de Molenweg De Grebmolen, een poldermolen met een eikenhouten achtkant uit 1875. De eerste molen stamde uit 1548 bij het droogmalen van de Vuile- of Oude Greb, later is deze watermolen verbrand. De molen bemaalt samen met een elektrisch gemaal de 162 hectare grote Grebpolder en de onderbemaling van de polder Geesterambacht.
Burgerbrug · Burgervlotbrug · Callantsoog · Dirkshorn · Eenigenburg · Groenveld · Groote Keeten · Krabbendam · Oudesluis · Petten · 't Rijpje · Schagen · Schagerbrug · Schoorldam (deels) · Sint Maarten · Sint Maartensbrug · Sint Maartensvlotbrug · Stroet · Tjallewal · Tolke (deels) · Tuitjenhorn · Valkkoog · Waarland · Warmenhuizen · 't Zand

Buurtschappen: Abbestede · Avendorp · Bliekenbos · 't Buurtje · De Banne · Burghorn · Cornelissenwerf · Dijkstaal · Grootven · Grotewal · Het Korfwater · De Hale · Hemkewerf · Huiskebuurt · Kalverdijk · Keinse · Keinsmerbrug · Kerkbuurt · Lagedijk · Leihoek · Mennonietenbuurt · Nes · Schagerwaard · Sint Maartenszee · Slootgaard · De Stolpen · Stolpervlotbrug · Vennik (deels) · 't Wad · De Weel (deels) · Woudmeer · Zijbelhuizen · Zijpersluis